# Нестинарка (сингъл)
Нестинарка е втори сингъл на българския поп-рок дует Дони и Момчил, издаден през 1996 година от Union Media Records – продуцент и издател на български поп-рок музиканти. Сингъла е продължителен 7 мин и 21 секунди. Гост музиканти са: Теодосий Спасов, Еко, Стоян Янкулов, Данаил Милев, Крум Костов, Николай Димитров и Симфоничен оркестър с диригент проф. Георги Робев.

## Изпълнители
- Добрин Векилов – вокал, музика и текст
- Момчил Колев – аранжимент

## Песни
1. Нестинарка – 4:17 (гост музиканти: Теодосий Спасов - кавал, Еко - контрабас, Стоян Янкулов – тъпан, Данаил Милев – тамбура, Крум Костов – мандолина)
2. Коледна песен – 2:54 (гост музиканти: Симфоничен оркестър с диригент проф. Георги Робев, Николай Димитров – виола)